# Jirjis Omaira El Douaihy
Jirjis Omaira El Douaihy o Girgis ibn Mīkhā'īl ibn 'Amīrah, italianizzato come Giorgio Amira (Ehden, 1570 – 29 luglio 1644) fu il 53º Patriarca di Antiochia della Chiesa Maronita dal 1634 al 1644.

## Biografia
Jirjis Omaira nacque a Ehden. Fu inviato a Roma nel 1584 per studiare presso il Collegio Maronita. Ritornò in Libano nel 1595 durante il pontificato di papa Clemente VIII.
Nel 1596, pubblicò una grammatica siriaca e caldea in latino (Grammatica syriaca, sive chaldaica, Georgii Michaelis Amirae Edeniensis e Libano, Philosophi, ac Theologi, Collegii Maronitarum Alumni, in septem libros divisa), una delle prime in Europa, e anche una traduzione del Nuovo Testamento in siriaco.
Omaira fu consacrato vescovo ausiliare nel 1600 dal patriarca maronita Youssef Rizzi. Nel 1608, divenne vescovo di Edhēn. Il 27 dicembre 1633 o il 26 dicembre 1634, con la morte del patriarca Youhanna Makhlouf El Douaihy, fu eletto patriarca maronita di Antiochia. Omaira fu il primo studente del Collegio Maronita a essere scelto per questa posizione e il primo patriarca a non appartenere a un ordine monastico.
Il patriarca Omaira morì nel luglio 1644.

## Genealogia episcopale
La genealogia episcopale è:
- patriarca Sarkis Rizzi †
- patriarca Youssef Rizzi †